# Подводные лодки типа CA
Подводные лодки типа CA (итал. Sommergibili tascabili di Classe CA) — итальянские сверхмалые подводные лодки времён Второй мировой войны, первая серия итальянских сверхмалых субмарин. Всего было построено четыре таких лодки.

## История
Эти субмарины были разработаны компанией Caproni как противолодочные, их строительство велось в условиях строжайшей секретности. Первые две подлодки, CA-1 и CA-2, были построены в 1938-1939 годах, оборудованы дизель-электрической силовой установкой и имели 450-мм торпедные аппараты. Экипаж состоял из двух человек.  Испытания лодок прошли неудачно - они оказались очень неустойчивыми на перископной глубине даже при небольшом волнении моря.
В 1941 году лодки были переданы 10-й флотилии MAS для использования в качестве подводных транспортеров, с них сняли дизели, торпедное вооружение, перископ и оборудовали для транспортировки восьми 100-кг подрывных зарядов и трёх боевых пловцов.
Лодки CA-3 и CA-4 строились по дополнительной программе в 1942 году, они предназначались для транспортировки боевых пловцов и подрывных зарядов, не имели торпедных аппаратов и были оборудованы только электромотором. Отказ от дизельного двигателя позволил освободить место для третьего члена экипажа. К месту проведения диверсионной операции эти лодки должны были доставляться большой субмариной - носителем.
Лодка СА-1 была затоплена в Специи экипажем в сентябре 1943 года после капитуляции Италии, тогда же СА-2 была захвачена немцами в Бордо и затоплена ими в 1944 году. СА-3 и СА-4  были затоплены экипажами в Специи 9 сентября 1943 года. После войны лодки подняли и пустили на слом.

## План атаки порта Нью-Йорка
В 1942 году, после вступления США во Вторую мировую войну командир 10-й флотилии MAS Юнио Валерио Боргезе предложил организовать диверсию в порту Нью-Йорка  с использованием итальянских мини-подлодок и боевых пловцов. По плану 2 боевых пловца должны были установить подрывные заряды на кораблях и портовых сооружениях. Подлодку типа CA предполагалось доставить через Атлантику к месту операции с помощью океанской субмарины-носителя.
В середине 1942 года лодка СА-2 была перевезена по железной дороге в Бордо, где в то время располагалась база итальянских подлодок действующих в Атлантике. Для переоборудования в носитель мини-субмарины была выбрана лодка «Леонардо да Винчи» типа «Маркони». С лодки сняли 100-мм орудие и на его месте перед рубкой соорудили нечто вроде «кармана», где и помещалась мини-субмарина CA-2 (к тому времени с неё был снят дизельный двигатель и торпедные аппараты). За такую конструкцию лодке «Да Винчи» дали прозвище «Кенгуру». Испытания в море подтвердили возможность подводного запуска СА-2 с лодки-носителя, она могла и принимать мини-субмарину, не поднимаясь на поверхность. Это было особенно важно, чтобы отмести возможные обвинения в самоубийственном характере планируемой операции.

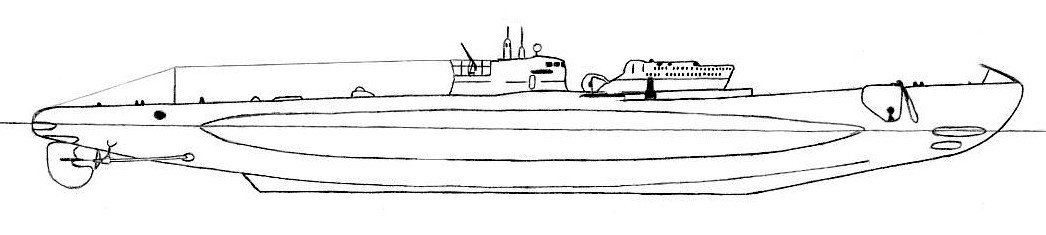
ПЛ «Леонардо да Винчи» с мини-субмариной СА на палубе

В целом возможность успеха такой операции представлялась сомнительной. Боевые пловцы не могли проникнуть в мини-субмарину непосредственно из субмарины-носителя, находящейся в подводном положении. Лодка-носитель должна была всплыть у американского побережья. «Счастливые времена», которыми пользовались германские подлодки у американского побережья  в первой половине 1942 года, закончились, и противолодочная оборона побережья США была значительно усилена.
В мае 1943 года «Леонардо Да Винчи» была потоплена британскими кораблями, и, в конечном итоге, операция была отменена.